# Beša, Levice
Beša este o comună slovacă, aflată în districtul Levice din regiunea Nitra. Localitatea se află la altitudinea de 164 m deasupra n.m., se întinde pe o suprafață de 7,28 km2 și în 2017 număra 638 de locuitori.

## Istoric
Localitatea Beša este atestată documentar din 1292.

## Demografie
| An:                | 1994 | 2004   | 2014   | 2024   |
| ------------------ | ---- | ------ | ------ | ------ |
| Număr de persoane: | 704  | 666    | 650    | 635    |
| Diferență:         |      | −5,39% | −2,40% | −2,30% |

| An:                | 2023 | 2024   |
| ------------------ | ---- | ------ |
| Număr de persoane: | 626  | 635    |
| Diferență:         |      | +1,43% |